# Tuberillo cebuensis
Tuberillo cebuensis is een pissebed uit de familie Armadillidae. De wetenschappelijke naam van de soort is voor het eerst geldig gepubliceerd in 2010 door Taiti en Gruber.